# Markildegård
Markildegårdanlægget er et Sarupanlæg fra ca. 3.500 f.Kr. (Bondestenalderen) ved afkørsel 39 på Sydmotorvejen ved Bårse.   
Sydsjællands Museum udgravede anlægget i forbindelse med motorvejens etablering i midt-80'erne. På en langstrakt bakkekam, som i dag er gravet bort, blev fundet spor efter store systemgruber og palisader over en 250 meter lang strækning.  Der har formodentlig været tale om en samlingsplads, hvor befolkningen fra de omkringliggende bopladser mødtes og foretog fælles ceremonielle handlinger. I systemgruberne, som er store nedgravninger, lå ofrede kar og økser. 
Placeringen af omegnens stendysser og jættestuer tyder på, at de lå langs med stenalderens færdselsårer, og at flere af dem stødte sammen lige ved Markildegårdanlægget ved et vadested over Risby Å, hvor vi i dag kan se Risbyvejen.  
|  | Denne artikel om lokaliteten Markildegård kan blive bedre, hvis der indsættes et (bedre) billede. Du kan hjælpe ved at afsøge Wikimedia Commons for et passende billede eller lægge et op på Wikimedia Commons med en af de tilladte licenser og indsætte det i artiklen. |

55°7′49.49″N 11°56′3.27″Ø / 55.1304139°N 11.9342417°Ø